# Academia Nuestra Señora de los Desamparados-San José
La Academia Nuestra Señora de los Desamparados-San José fue una de las agrupaciones culturales valencianas preilustradas que florecieron en el siglo XVII. Se ubicó en la ciudad de Valencia, en el contexto de los "novatores".  
Tenemos una referencia de ella gracias a un manuscrito de José Martí y Moles.

“Assumpto de la Academia.Hagan juicio Astrológico de chança de el primer día que se trató de esta Academia, que fue a 25 de março 1685, a las 4 horas y media de la tarde”

## Historia
Su primera reunión según el manuscrito de Martí fue el 25 de marzo de 1685.
Las reuniones se realizaban en la calle del "Bisbe" (Obispo) de Valencia,   

“lecciones para la Academia que se tenía en Valencia en la calle del Obispo, junto a Santo Tomás Apóstol (la parroquia de Santo Tomás ocupaba entonces la esquina a las actuales calles Cabillers-Avellanas).

## Estructura y temática
Su Presidente era Onofre Vicente Escrivá de Híjar, conde de l'Alcúdia, mientras que José Martí se encargaba de perspectiva; de hecho, cada uno de los académicos eran responsables de un área o temática entre las tratadas. Los temas tratados eran bastante amplios, desde la arquitectura o los meteoritos hasta asuntos filosóficos o legales, siendo cada académico responsable de un área.
El decano de la RACV Vicente Luis Simó Santonja aporta dos citas de las reuniones.

“Juicio Astrológico de chança:…Se ha formado/ este concurso donde se ha ordenado/ que en varias conferencias/ se traten muchas y diversas ciencias,/ yo pues tengo a mi cargo/ explicar –oyganme, no seré largo--,/una parte de aquellas estudiosas/ Matemáticas ciencias ingeniosas,/ a cuyo alto desvelo,/ se estrecha el mundo, se reduce el cielo;/…Sea el juicio Astrológico/ para que felizmente de este modo,/ empieze con decir: Dios sobre todo…En los pronósticos es lo mesmo que decir, que si nada de lo dicho fuere, será lo que Dios quisiere…pues lo que allí acertare allí está sólo la contingencia; y en lo que errare, allí está el Dios sobre todo…”.

“Papel Matemático para uno de los ejercicios en la Academia. Define lo que es el Mundo en términos de Matemática. Define la Matemática, y en los mismos términos desta ciencia, se rie y burla de el Mundo:…Pensava yo allá en la edad de mis sensilleses que el Mundo era aquello que vemos en el embeleso de este engaño tan creyéndome todas las demás, hasta que empezé a estudiar un poco de Perspectiva, por la qual conocí, que lo que vemos no es lo mismo que miramos, pues en todas las partes de la Perspectiva, experimentamos un engaño diferente que nos manifiesta los motivos de risa que nos da el Mundo…Luzes, cuerpos, y líneas son otras partes de la Perspectiva, y en estas también me enseñó esta ciencia del mismo desengaño, pues la luz en refracción de los cuerpos fuerza las líneas, deforma, que enseña luz donde no la hay, de donde se origina que vemos el sol antes de salir…Ya pues que en ciencia de Matemáticas he aplicado lo que es el mundo, no se estrañe que la melancólica urañez de un Matemático, se ria de çel quando le enseña esta ciencia quan diferente es lo que se ve de lo que se mira, que no estraño lo que dixo aquel poeta:

Que como el Mundo mera bola
todo el Mundo anda bolando,

Pues si viviera Nicolás Copérnico en estos tiempos no dudo que según estas apariencias, esforçaria su sentir de ser el Sol el centro de el Universo, y que el Mundo era el que rodava. No lo diré yo, sujetándome en lo que consta por tantos sagrados textos y sacras declaraciones de 5 de marzo de 1616 y 22 de junio de 1633, pues veo que el Mundo no es el que rueda, pero veo que son las apariencias las que ruedan por el Mundo”.

## Componentes
- Conde de l'Alcúdia (Humanidad)
- José Vicente del Olmo (Esfera)
- Vicente Falcó de Belaochaga (Arquitectura militar)
- Jose Coloma (Cánones)
- Pedro Mayor (Magia)
- Marco Antonio Ortí Moles (Filosofía Moral)
- Manuel Vidal (Jurisprudencia civil)
- Gaudencio Senach (Filosofía Natural)
- Vicente Mir (Meteoros)